# N'zalat Bni Amar
Pour les articles homonymes, voir Amar.
À ne pas confondre avec le caïdat de N'zalat Bni Amar, dont cette commune fait partie.
N'zalat Bni Amar (en arabe : نزالة بني عمار) est une commune rurale de la préfecture de Meknès, dans la région de Fès-Meknès, au Maroc. Elle comporte centre urbain dénommé N'zalat.

## Géographie

### Situation
La commune de N'zalat Bni Amar est située au nord-est de la préfecture de Meknès et de la région de Fès-Meknès, à environ 26 km au sud-est de la ville de Meknès à vol d'oiseau,. Elle est bordée par :
- la province de Sidi Kacem au nord ;
- les communes suivantes de la préfecture de Meknès : Karmet Ben Salem (rurale) et Moulay Driss Zerhoun (urbaine) à l'ouest, Charqaoua (rurale) à l'est et Sidi Abdallah Al Khayat (rurale) au sud[4],[5].

### Transports
Au niveau des voies de communication, la principale route traversant la commune est la N4, la reliant à Kénitra (à 136 km) via Sidi Kacem (à 52 km), Sidi Slimane (à 73 km) et Sidi Yahya El Gharb (à 108 km) vers le nord-ouest, et à Fès (à 63 km) vers le sud-est,. Pour rejoindre le centre-ville de Meknès, chef-lieu de sa préfecture et de sa région, il faut emprunter, sur 46 km, la P7063 puis la P7008 jusqu'à la ville de Moulay Driss Zerhoun ; ensuite la N13 et la P7022 jusqu'au village d'Aïn Karma ; et enfin la R413,.
L'aéroport le plus proche est celui de Fès, qui dessert des destinations nationales et internationales.

## Histoire
Avant que la préfecture de Meknès n’absorbe les préfectures de Meknès-El Menzeh et d'Al Ismaïlia, en 2003, la commune de N'zalat Bni Amar faisait partie de la préfecture de Meknès-El Menzeh.

## Démographie
Selon les derniers recensements, la population de la commune de N'zalat Bni Amar :
- a connu une baisse de 9,1 % de 1994 à 2004, passant de 9 471 à 8 609 habitants (tandis que son nombre de ménages, de 1 788 en 1994, est descendu à 1 780 en 2004) ;
- en 2004, était répartie en une population rurale de 7 539 habitants et une population urbaine de 1 070 habitants (celle de son chef-lieu urbain du même nom, qui représentait donc 12,43 % de la population totale)[7].

## Administration et politique
Dans le cadre de l'administration territoriale marocaine, la commune de N'zalat Bni Ammar est une collectivité territoriale de la préfecture de Meknès, dans la région de Fès-Meknès. Dans celui de la déconcentration, en dessous de sa préfecture, elle dépend également du caïdat de N'zalat Bni Amar, lui-même rattaché au cercle de Zerhoun.
La petite ville de N'zalat Bni Amar, son chef-lieu, est aussi le chef-lieu du caïdat de N'zalat Bni Amar. Comme le prévoit l'offre de santé publique pour le chef-lieu d'un caïdat, elle dispose d'un centre de santé communal avec unité d'accouchement (CSCA). Des dispensaires existent aussi dans les villages de Bni Amar, d'Ouled Youssef et de Skhirat.
De 1996 à 2009, les villages suivants de la commune ont été électrifiés : Aïcha Rahou (2009), Aïn Aghbal (2006), Aïn El Ansar (2002), B. Mansor (1996), Boubyad (2000), Dhar N'Ssour (2002), Douira (1996), Lamrahla (2002), Oued Ben Hlima (2006), Oulad Ayad (2004) et Tadar (2002).